# Металлплощадка
Мета́ллплощадка — посёлок в Кемеровском районе Кемеровской области. Входит в состав Суховского сельского поселения.

## География
Расположен на левом берегу Томи, примыкает к юго-восточной окраине города Кемерово. Центральная часть населённого пункта расположена на высоте 153 метров над уровнем моря.

## Население
| 2002 | 2010  | 2021  |
| ---- | ----- | ----- |
| 4146 | ↗5189 | ↗6425 |

## Транспорт
Общественный транспорт представлен автобусными и таксомоторными маршрутами.
Автобусные маршруты:
- № 15: КОАО Химпром — с/з Суховский — пос. Металлплощадка
- № 77а: д/п Центральный — пос. Металлплощадка — д. Сухово
- № 77б: д. Сухово — пос. Металлплощадка — д/п Центральный
- № 104: д/п Вокзал — пос. Металлплощадка — с/з Суховский
- № 144: д/п Ленинградский — с/з Суховский — пос. Металлплощадка
- № 205: ул. Кирова — пос. Металлплощадка — с/з Суховский
- № 244: д/п Шалготарьян — с/з Суховский — пос. Металлплощадка